# Remington Arms

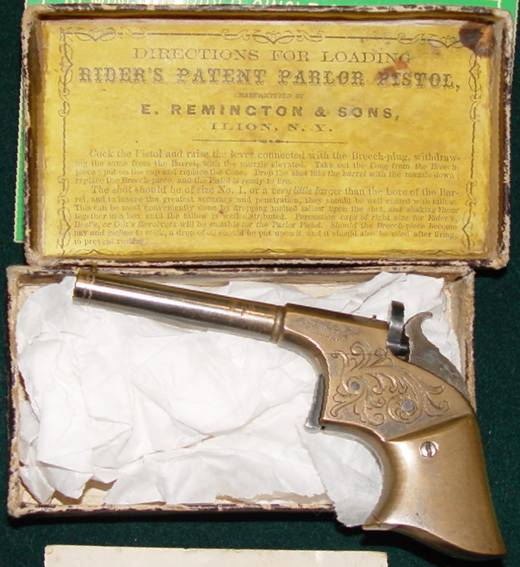
Remington-Rider "Parlor"-pistool met doos

Remington Arms is een Amerikaanse fabrikant van vuurwapens en is eigendom van Cerberus Capital Management.

## Geschiedenis
Het bedrijf werd in 1816 opgericht onder de naam E. Remington and Sons door Eliphalet Remington uit Ilion (New York), in de noordoosthoek van de Verenigde Staten. In die tijd kochten boeren alleen de loop van een geweer, en maakten zij de kolf zelf, dat was goedkoper. De vader van Eliphalet was smid en ervan overtuigd dat hij een beter geweer kon maken dan kopen.

### Schrijfmachines
In 1867 nam de fabriek het patent van Christopher Latham Sholes over voor het maken van de eerste draagbare schrijfmachines en in 1874 kwam het eerste Model op de markt. Remington had zijn schrijfmachines onder veel verschillende namen op de markt gebracht, onder andere als Smith Premier en Monarch, soms kochten bedrijven machines in en gaven er zelf een eigen naam aan.
In 1927 was er een fusie tussen Remington Typewriter Company en Rand Kardex Company waarna het bedrijf werd voortgezet onder de naam Remington Rand.

### Overname door Cerberus
Cerberus Capital Management kocht in april 2006 de wapenfabrikant Bushmaster. Het bedrijf had destijds een jaaromzet van US$ 85 miljoen en de verkoop leverde de eigenaar, Dyke, US$ 76 miljoen op. Een jaar later richtte Cerebus de Freedom Group op. Deze laatste kocht in 2007 Remington voor US$ 370 miljoen, inclusief 252 miljoen dollar aan schulden. Andere overnames volgden, waaronder Marlin Firearms, Harrington & Richardson, L. C. Smith en Dakota Arms, maar ook S&K industries en Advanced Armament Corporation (geluiddempers) en Barnes Bullets. Na de overnames was de Freedom Group een van de grootste wapenleveranciers van het land. Het levert wapens en munitie aan legers en particulieren. Om op de kosten te besparen werd de fabriek van Bushmaster gesloten en de productie bij Remington ondergebracht. In 2011 wilde eigenaar Cerberus de Freedom Group naar de beurs brengen, maar dit mislukte. In 2015 werd de naam Freedom Group gewijzigd in Remington Outdoor Company.

### Bescherming onder Chapter 11
In maart 2018 zocht Remington Outdoor bescherming tegen haar schuldeisers. De onderneming gaat gebukt onder een hoge schuldenlast en tegenvallende verkopen. Cerberus Capital Management, wil er geen geld in investeren en is ook niet geslaagd een koper te vinden. Vanaf 2012 kreeg het bedrijf het moeilijk, na de schietpartij op de Sandy Hook Elementary School, waarbij een Remington Bushmaster werd gebruikt, zakte de verkopen in en lieten investeerders het afweten. In de eerste negen maanden van 2017 daalde de omzet met bijna 28% naar US$ 467 miljoen en leed het bedrijf verlies. Voor de rechtbank ligt een financieel plan waarbij Cerberus een groot deel van de schulden zal kwijtschelden en andere schuldeisers nemen aandelen in ruil voor hun verstrekte leningen.

## Superlatieven
Het is het oudste bedrijf in de Verenigde Staten dat nog steeds zijn beginproducten maakt, en is de oudste ononderbroken producent in Noord-Amerika. Het is tevens het enige bedrijf in de Verenigde Staten dat geweren en munitie nog zelf maakt, en het is de grootste Amerikaanse producent van geweren en shotguns. Remington heeft tevens meer dan welke andere wapenproducent dan ook patronen ontworpen.

## Producten
Remington produceert kogelgeweren, hagelgeweren, andere vuurwapens, revolvers en munitie, en verspreidt jagersbenodigdheden, quads, wapens en wapenbenodigdheden gemaakt door andere bedrijven. Tot 1998 produceerde het bedrijf ook pistolen. Producten van Remington worden in 60 landen verkocht.
| Kogelgeweren: - Remington Model 700 - Remington Model 673 - Remington Model 788 - Remington Model 798 - Remington Model 799 - Remington Model 504 - Remington Model 5 - Remington Model 7 - Remington Model 710 - Remington XR-100 - Remington Model 513T - Remington Model 30 - Remington Model 30 Express - Remington Model 7600 - Remington Model 7615 - Remington Model 750 - Remington Model 7400 - Remington Model 81 - Remington Model 597 - Remington SPR 22 - Remington SPR 18 | Hagelgeweren: - Remington Model 870 - Remington Model 1100 - Remington Model 11-87 - Remington Model SP-10 - Remington SPR 453 - Remington Model 105CtI - Remington Premier O/U - Remington Model 332 - Remington SPR 100 - Remington SPR 210 - Remington SPR 220 - Remington SPR 310 | Andere wapens: - Remington Scoremaster 511 - Remington Sportmaster 512 - Remington 241 Speedmaster - Remington Model 600 - Remington Model 660 - Remington M1903 Springfield rifle - Remington Nylon 66 |